# Liste des évêques et archevêques de Ravenne
La liste des évêques et archevêques de Ravenne recense les noms des évêques qui se sont succédé sur le siège épiscopal de Ravenne en Émilie-Romagne en Italie depuis la fondation du diocèse de Ravenne au Ier siècle. Le diocèse est érigé en archidiocèse au VIe siècle et le 22 février 1947, il est uni au diocèse de Cervia pour donner naissance à l'archidiocèse de Ravenne-Cervia. 
| Évêques de Ravenne                      | Évêques de Ravenne |
| nom                                     | années             |
| --------------------------------------- | ------------------ |
| Apollinaire                             | ca. 75 (?)         |
| Aderitus                                |                    |
| Eleuchadius                             | ? - 112            |
| Marcian                                 |                    |
| Calocerus                               |                    |
| Proculus                                |                    |
| Probus I                                |                    |
| Dathus                                  |                    |
| Liberius I                              |                    |
| Agapitus                                |                    |
| Marcellin                               |                    |
| Sévère                                  | ca. 308 – ca. 348  |
| Liberius II                             | ? - 349            |
| Probus II                               | ? - 351            |
| Florent                                 | ? - 361            |
| Liberius III                            | ? – ca. 374        |
| Ursus                                   | ? – ca. 396        |
| Pierre I Chrysologus                    | ca. 396 – 425      |
| Exupérance de Ravenne                   | 425 - 430          |
| Jean I Angeloptes                       | 430 – ?            |
| Pierre II                               | 435 – ?            |
| Néon                                    | ca. 450 – ca. 473  |
| Jean II                                 | ca. 473 – ca. 477  |
| Jean III                                | ca. 477 – 494      |
| Pierre III                              | 494 – 519          |
| Aurelianus                              | 519 – 521          |
| Ecclesius                               | 522 – 532          |
| Ursicin                                 | 533 – 536          |
| Victor                                  | 538 – 545          |
| Archevêques de Ravenne                  |                    |
| Maximien                                | 546 – 556          |
| Agnellus                                | 556 – 569          |
| Pierre III                              | 569 – 578          |
| Jean II                                 | 578 – 595          |
| Marinianus                              | 595 – 606          |
| Jean III., le Vieux                     | 607 – 625          |
| Jean IV, le Romain                      | 625 – 631          |
| Bonus                                   | ca. 631 – ca. 644  |
| Maurus                                  | ca. 644 – ca. 671  |
| Reparatus                               | ca. 671 – ca. 677  |
| Théodore                                | ca. 677 – ca. 691  |
| Damien                                  | ca. 692 – ca. 709  |
| Félix                                   | ca. 709 – ca. 725  |
| Jean V                                  | 726(?) – 744(?)    |
| Serge                                   | 744(?) – ca. 769   |
| Léon I                                  | ca. 770 – ca. 777  |
| Jean VI                                 | ca. 777 – ca. 784  |
| Gratiosus                               | ca. 785 – ca. 789  |
| Valère                                  | ca. 789 – ca. 810  |
| Martin                                  | ca. 810 – ca. 818  |
| Petronax                                | ca. 819 – ca. 837  |
| George                                  | ca. 838 – ca. 846  |
| Dieudonné                               | ca. 847 – ca. 850  |
| Jean VII                                | ca. 850 – 878      |
| Romain de Calcinaria                    | 878 – 888          |
| Dominique Ublatella                     | 889 – 897/898      |
| Jean VIII Cailonus                      | 898 – 904          |
| Jean IX de Tossignano                   | 904 – 914          |
| Constantin                              | 914 – 926          |
| Pierre IV                               | 927 – 971          |
| Honeste                                 | 971 – 983          |
| Jean X                                  | 983 – 998          |
| Gerbert d'Aurillac                      | 998 – 999          |
| Léon II                                 | 999 – 1001         |
| Fréderique                              | 1001 – 1004        |
| Ethelbert                               | 1004 – 1014        |
| Arnold de Saxe                          | 1014 – 1019        |
| Eribert                                 | 1019 – 1027        |
| Gébéard d'Eichstätt                     | 1027 – 1044        |
| Witgerus                                | 1044 – 1046        |
| Umfredus de Mömpelgart-Wülflingen       | 1046 – 1051        |
| Henri                                   | 1051 – 1072        |
| Guibert de Ravenne                      | 1072 – 1100        |
| Otton Boccatorta                        | 1100 – 1110        |
| Jéremie                                 | 1110 – 1117        |
| Philippe                                | 1118               |
| Walterus                                | 1118 – 1144        |
| Moïse de Vercelli                       | 1144 – 1154        |
| Anselme de Havelberg                    | 1155 – 1158        |
| Wido, comte de Biandrate                | 1159 – 1169        |
| Gérard                                  | 1169 – 1190        |
| Guillaume de Cabriano                   | 1191 – 1201        |
| Albert Oscellettus                      | 1202 – 1207        |
| Égide de Garzoni                        | 1207 – 1208        |
| Hubald                                  | 1208 – 1216        |
| Piccinin                                | 1216               |
| Simon                                   | 1217 – 1228        |
| Théodoric                               | 1228 – 1249        |
| Filippo da Pistoia                      | 1250 – 1270        |
| Bonifacio Fieschi di Lavagna            | 1274 – 1294        |
| Obizzo Sanvitale (it)                   | 1295 – 1303        |
| Rinaldo da Concorezzo (it)              | 1303 – 1321        |
| Rinaldo da Polenta (it)                 | 1321 – 1322        |
| Aimerico di Chastellux                  | 1322 – 1332        |
| Guido de Roberti                        | 1332 – 1333        |
| Francesco Michiel                       | 1333 – 1342        |
| Nicola Canal                            | 1342 – 1347        |
| Fortanerio de Vassal                    | 1347 – 1351        |
| Vacance                                 |                    |
| Petrocino Casalecchi                    | 1362 – 1369        |
| Pileo di Prata                          | 1370 – 1387        |
| Cosimo dei Migliorati                   | 1387 – 1404        |
| Giovanni Migliorati                     | 1404 – 1410        |
| Tommaso Perendoli                       | 1411 – 1445        |
| Bartolomeo Roverella                    | 1445 – 1475        |
| Filiasio Roverella                      | 1475 – 1516        |
| Nicolas Fieschi                         | 1516 - 1517        |
| Urbano Fieschi                          | 1517 – 1524        |
| Pietro Accolti                          | 1524               |
| Benedetto Accolti                       | 1524 – 1549        |
| Ranuccio Farnese                        | 1549 – 1564        |
| Giulio della Rovere                     | 1566 – 1578        |
| Cristoforo Boncompagni                  | 1578 – 1603        |
| Pietro Aldobrandini                     | 1604 – 1621        |
| Luigi Capponi                           | 1621 – 1645        |
| Luca Torreggiani                        | 1645 – 1669        |
| Paluzzo Paluzzi Altieri degli Albertoni | 1670 – 1674        |
| Fabio Guinigi                           | 1674 – 1691        |
| Raimondo Ferretti                       | 1692 – 1719        |
| Girolamo Crispi (it)                    | 1720 – 1727        |
| Maffeo Nicola Farsetti                  | 1727 – 1741        |
| Ferdinando Romualdo Guiccioli           | 1745 – 1763        |
| Niccolò Oddi                            | 1764 – 1767        |
| Antonio Cantoni (it)                    | 1767 – 1781        |
| Antonio Codronchi                       | 1785 – 1826        |
| Chiarissimo Falconieri Mellini          | 1826 – 1859        |
| Enrico Orfei                            | 1860 – 1870        |
| Vincenzo Moretti                        | 1871 – 1879        |
| Giacomo Cattani                         | 1879 – 1887        |
| Sebastiano Galeati                      | 1887 – 1901        |
| Agostino Gaetano Riboldi                | 1901 – 1902        |
| Guido Maria Conforti                    | 1902 – 1904        |
| Pasquale Morganti                       | 1904 – 1921        |
| Antonio Lega                            | 1921 – 1946        |
| Archevêques de Ravenne-Cervia           |                    |
| Giacomo Lercaro                         | 1947 – 1952        |
| Egidio Negrin (it)                      | 1952 – 1956        |
| Salvatore Baldassarri                   | 1956 – 1975        |
| Ersilio Tonini                          | 1975 – 1990        |
| Luigi Amaducci                          | 1990 – 2000        |
| Giuseppe Verucchi (it)                  | 2000 - 2012        |
| Lorenzo Ghizzoni                        | depuis 2012        |

## Littérature
- Felix Ravenna, Dipartimento di archeologia, Università di Bologna, 1984–1985.